# Harpalus affinis
Espèce
Harpalus affinis est une espèce d'insectes coléoptères, de la famille des Carabidae, de la sous-famille des Harpalinae. Il est originaire du paléarctique, mais a été introduit en Amérique du Nord.

## Description
H. affinis mesure environ 10 mm de long. Sa face dorsale est noire avec des reflets métalliques généralement verts, mais parfois bleutés ou cuivrés. Ses pattes sont d'un brun-rougeâtre plus ou moins foncé. Ses antennes sont elles aussi brun-rougeâtre, plus pâles que les pattes. 

## Écologie

### Répartition et habitat
H. affinis est originaire de paléarctique, où on le retrouve de l'Europe à la Sibérie, à l'est. Il a été introduit en Amérique du Nord et est désormais présent au Canada de la Colombie-Britannique aux Maritimes, ainsi qu'aux États-Unis. Il vit dans les milieux ouverts plus ou moins secs et perturbés. 

### Régime alimentaire
Cette espèce se nourrit de graines et de petits arthropodes.

## Synonymie
Selon BioLib (2 aout 2014)
- Carabus aeneus Fabricius, 1775 d'après De Geer, 1774
- Carabus affinis Schrank, 1781
- Harpalus aeneus (Fabricius) Auteurs
- Harpalus bifoveolatus Küster, 1846
- Harpalus paganettii Flach, 1907